# Yokohama-e

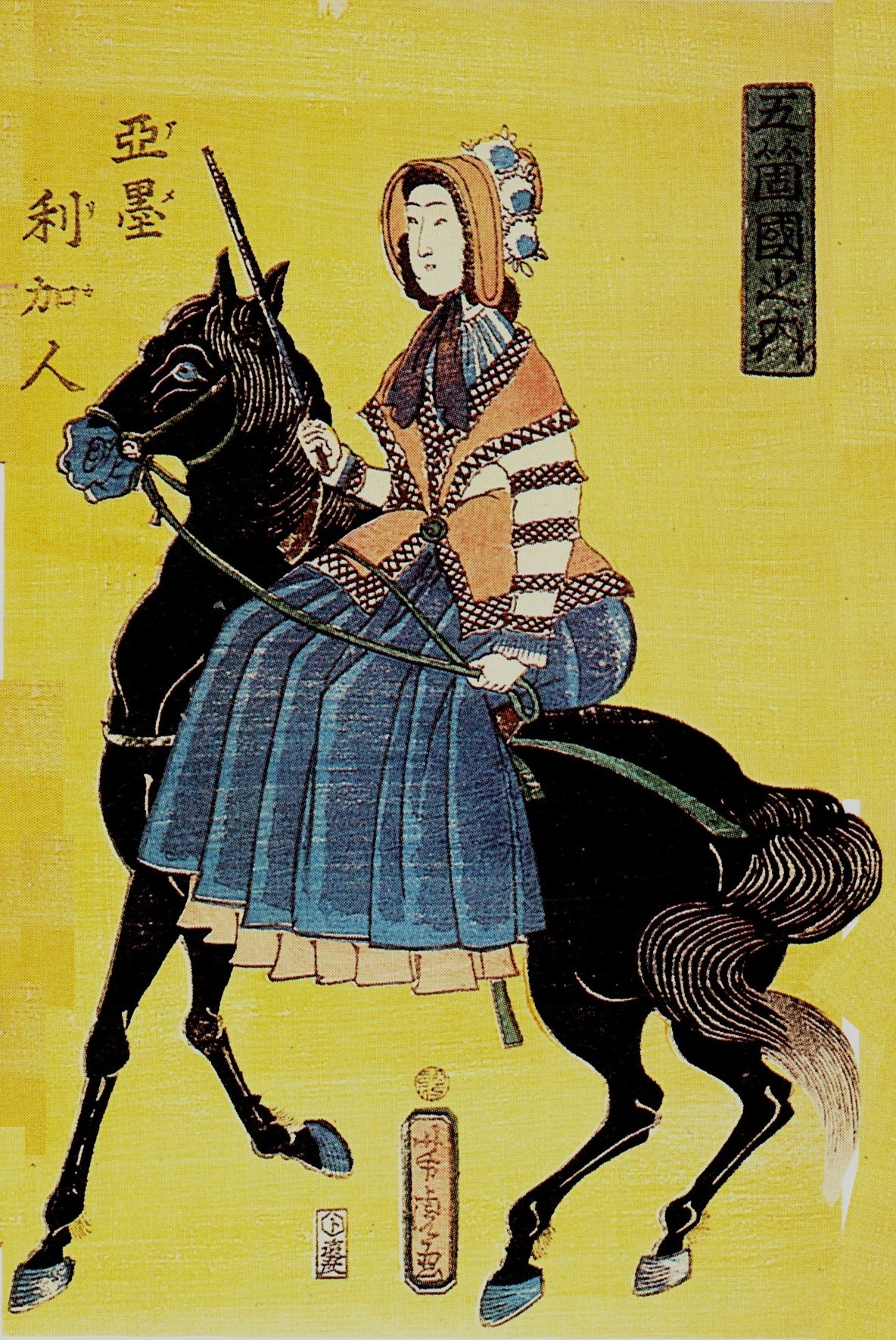
Yoshitora: Amerikanerin zu Pferd

Als Yokohama-e (japanisch 横浜絵), also Yokohama-Bilder, werden japanische Farbholzschnitte bezeichnet, die Ausländer darstellen, die seit der Öffnung Japans im Jahre 1854 ins Land kamen und denen Yokohama als Wohnsitz zugewiesen wurde.

## Überblick
Mit dem Vertrag von Kanagawa zwischen den USA und Japan im Jahr 1854 war die über 200 Jahre währende Abschließung Japans (Sakoku) beendet. Es folgten weitere Verträge mit den USA, dann auch mit Großbritannien, Frankreich, den Niederlanden und Russland. 1859 wurden die Häfen von Yokohama, Nagasaki und Hakodate für den Zugang durch die Vertragsländer geöffnet. Alle abgeschlossenen Verträge hießen auf japanischer Seite nicht nur ungleich (Ungleiche Verträge), sie waren es: Das heißt, die Japaner hatten keineswegs in den Vertragsländern die gleichen Rechte, die diese in Japan hatten, wie zum Beispiel eine eigene Gerichtsbarkeit. 1860 erreichte mit der Preußischen Ostasienexpedition eine kleine preußische Flotte Edo. Nach langen Verhandlungen erhielt im Januar 1861 auch Preußen einen Vertrag.
In diesen Jahren kam es in Japan zu zahlreichen Zwischenfällen zwischen Japanern und Ausländern. Andererseits fanden Japaner die Ausländer in ihrer fremden Tracht, ihre Frauen, Kinder, ihre Art zu wohnen interessant. Das beflügelte die Meister des Holzschnitts, Bilder von den Ausländern in Yokohama herzustellen und zu verbreiten, die dann später Yokohama-Bilder genannt wurden. Auf diesem Gebiet waren vor allem Schüler von Utagawa Kuniyoshi tätig, die das yoshi von ihrem Lehrer übernahmen und mit einem weiteren Schriftzeichen ergänzten. Neben Schülern von Kuniyoshi waren weitere Künstler der vielzähligen Utagawa-Schule in ähnlicher Weise tätig. Die folgende Liste gibt eine Übersicht:
- Utagawa Sadahide (1807–1878/79)
- Utagawa Yoshitora (aktiv von 1836 bis 1882)
- Utagawa Hiroshige II. (1826–1869)
- Utagawa Yoshifuji (1828–1887)
- Utagawa Yoshimori (歌川 芳盛; 1830–1885)
- Utagawa Yoshitomi (歌川 芳富; aktiv von 1860 bis 1880)
- Utagawa Yoshikazu (aktiv von 1850 bis 1870)
- Ochiai Yoshiiku (1833–1904)
- Utagawa Hiroshige III. (1842–1894)
- Utagawa Kunisada III. (1848–1920)

## Ausländer in Yokohama

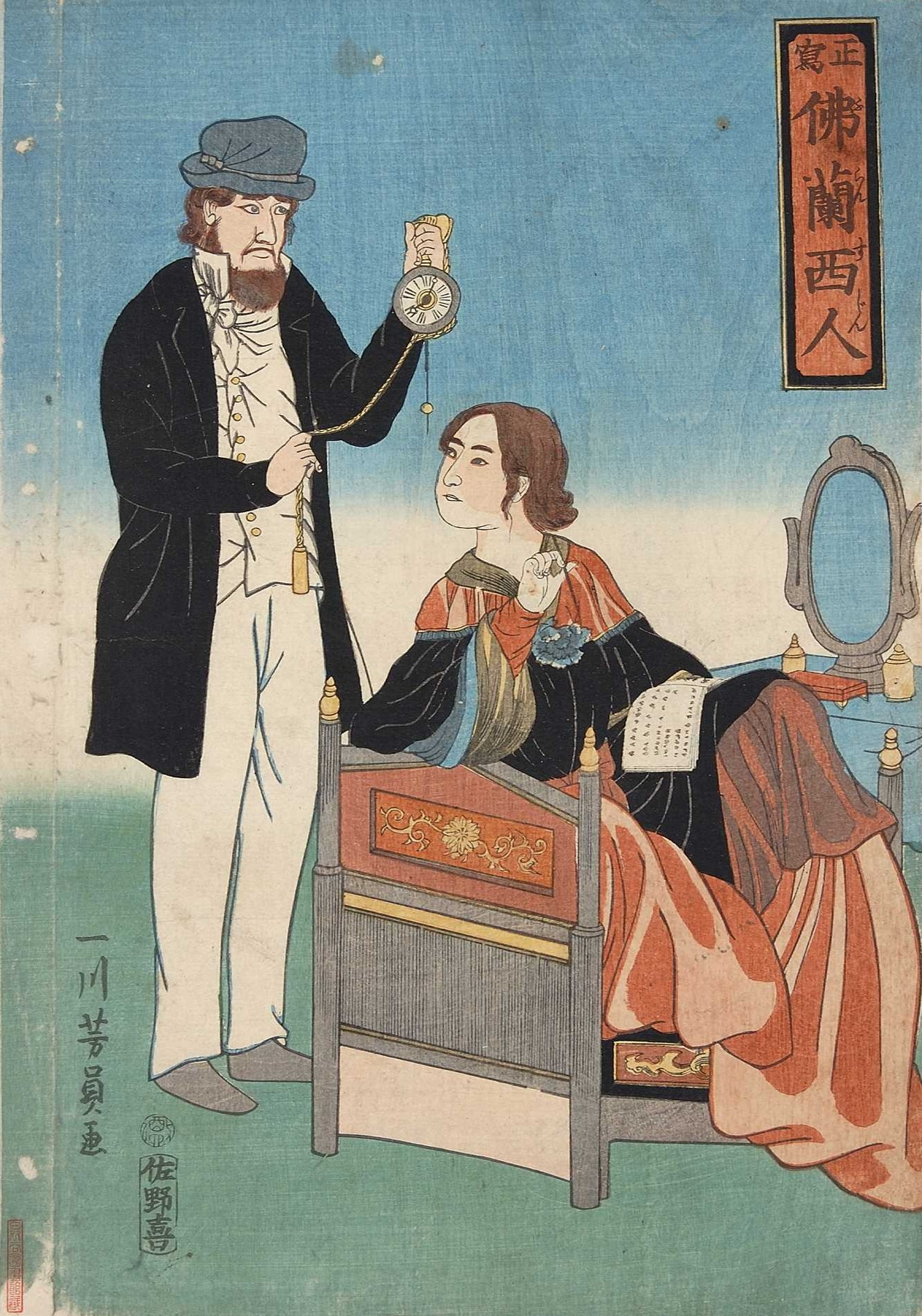
Yoshikazu: Franzosen
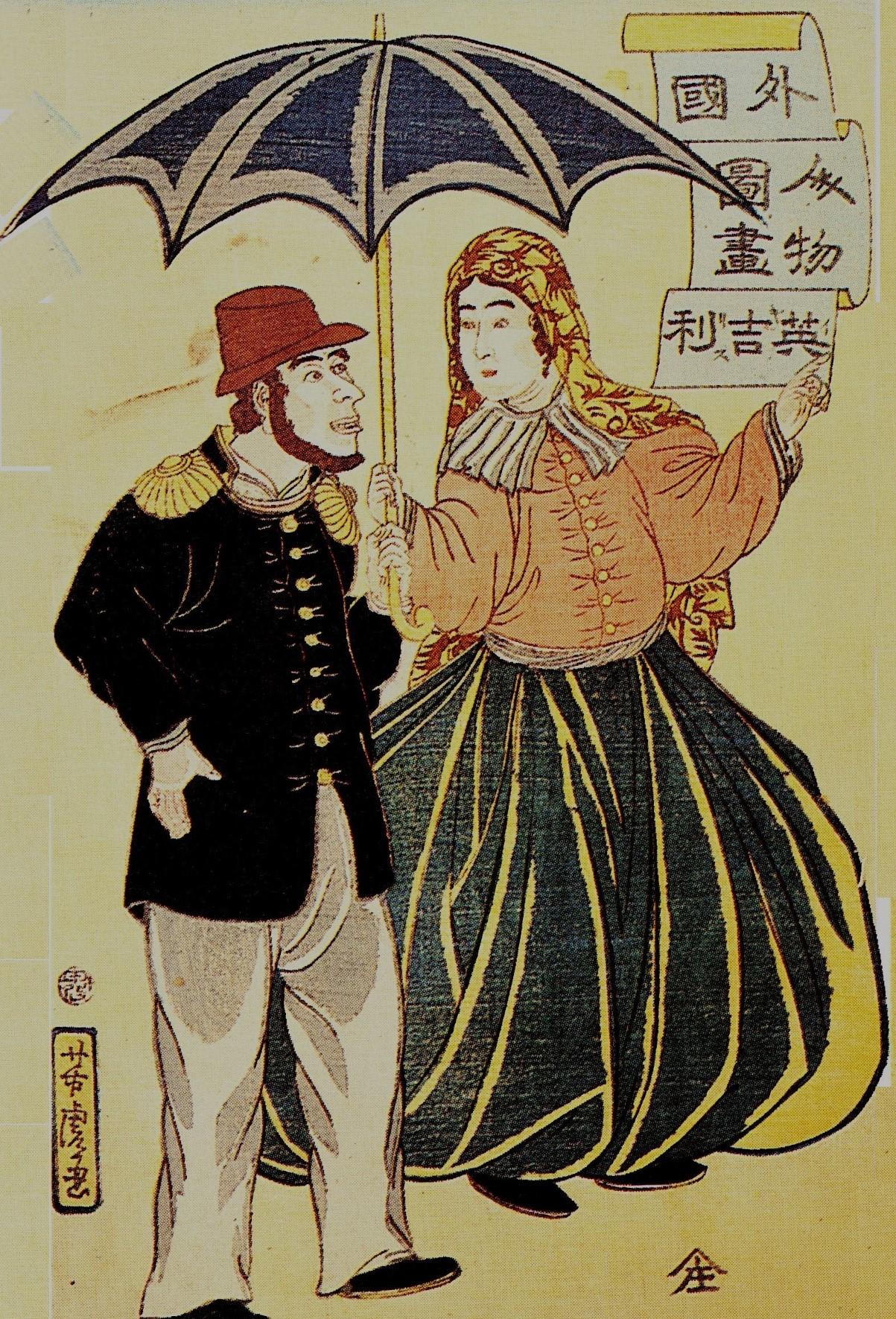
Yoshitora: Engländer
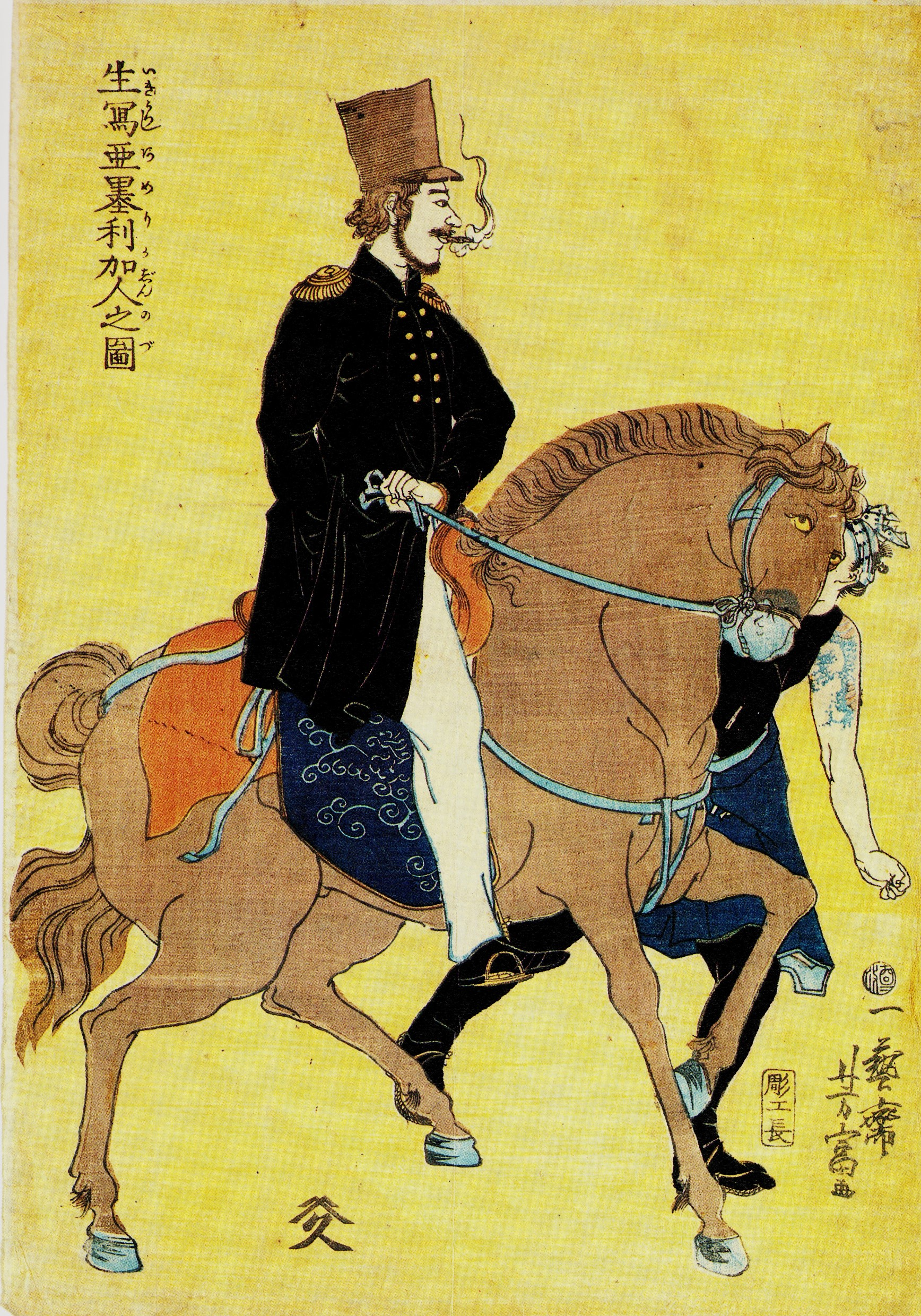
Yoshitomi: Amerikaner[A 2]
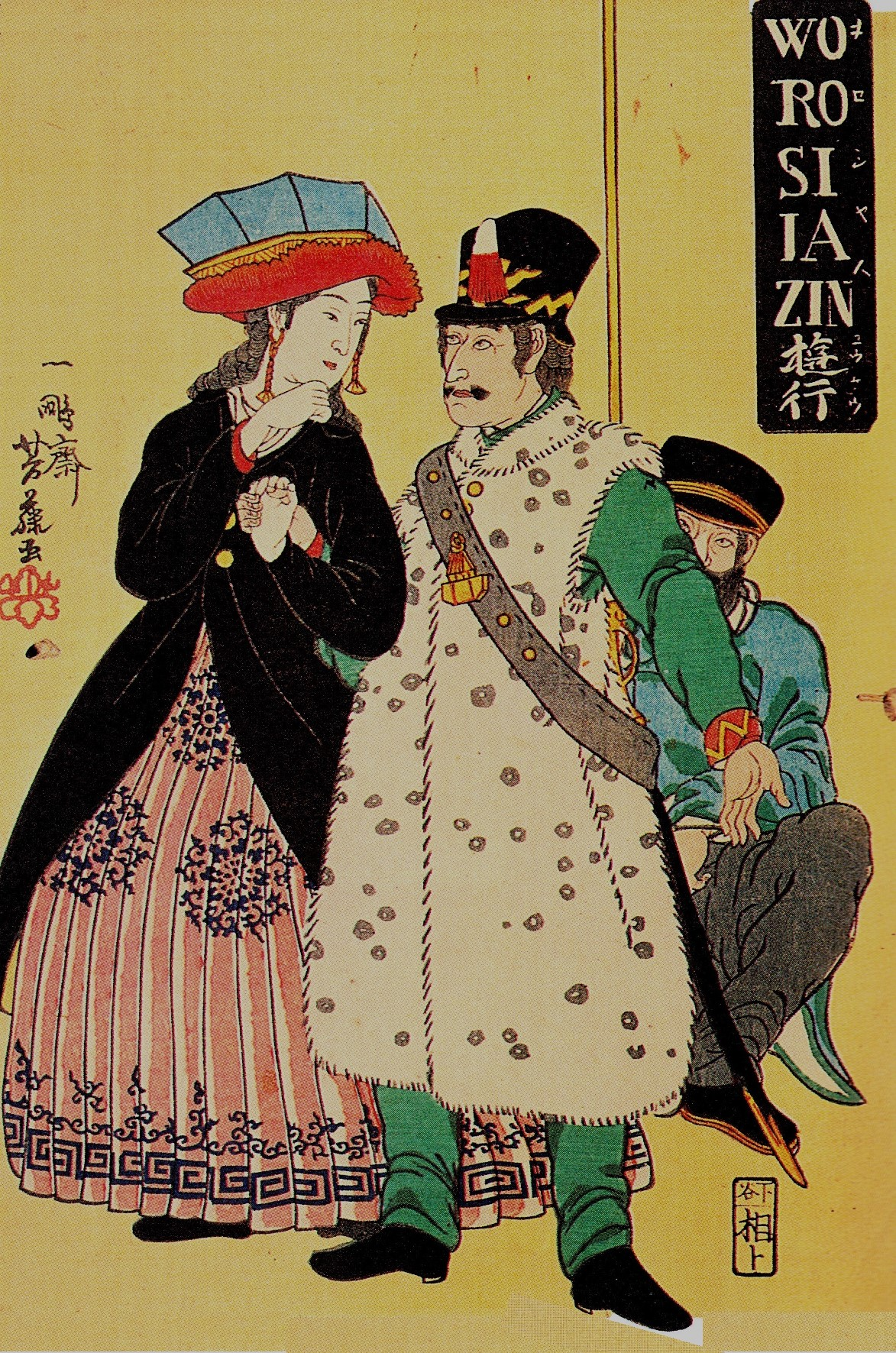
Yoshifuji: Russen
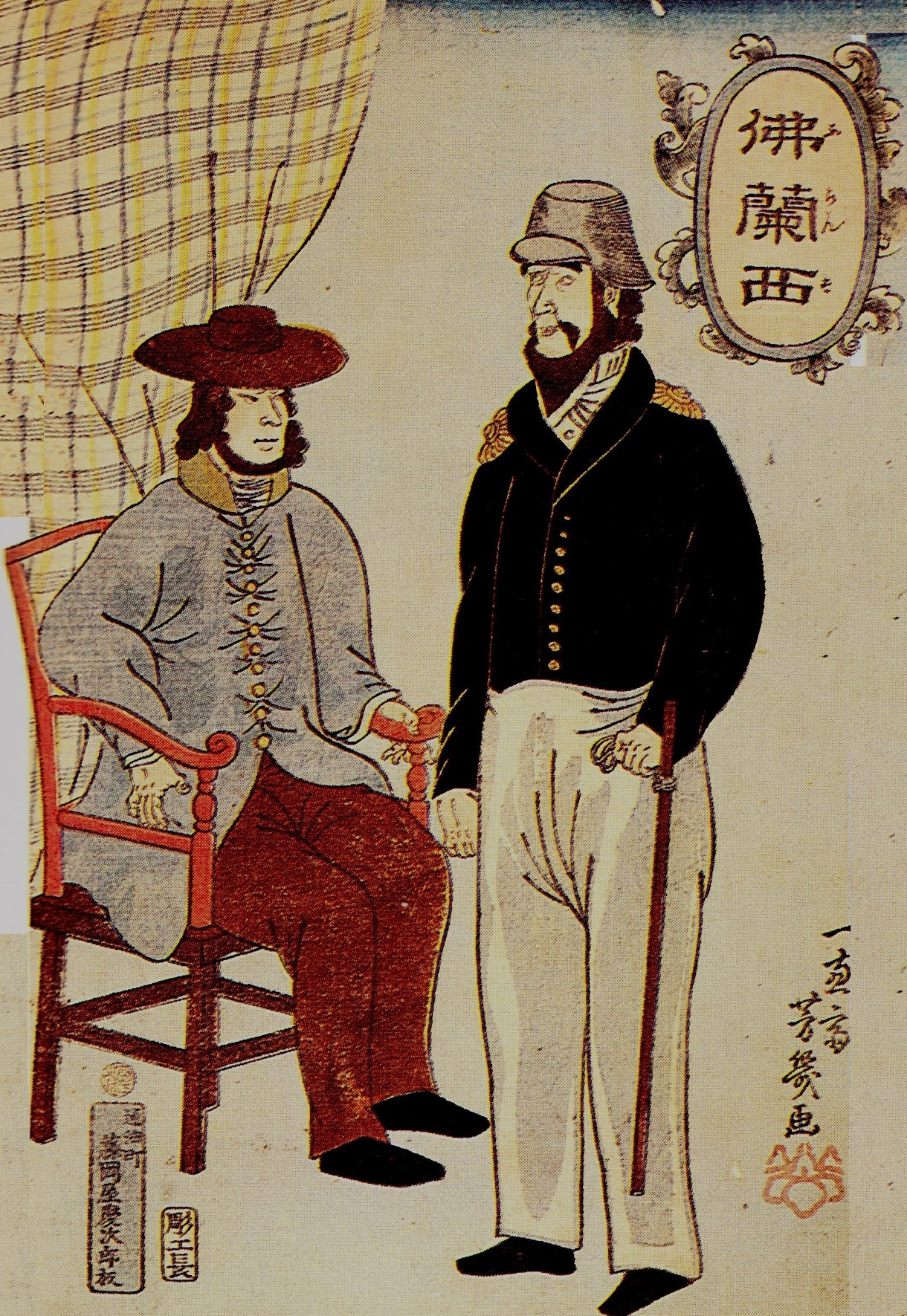
Yoshiiku: Franzosen
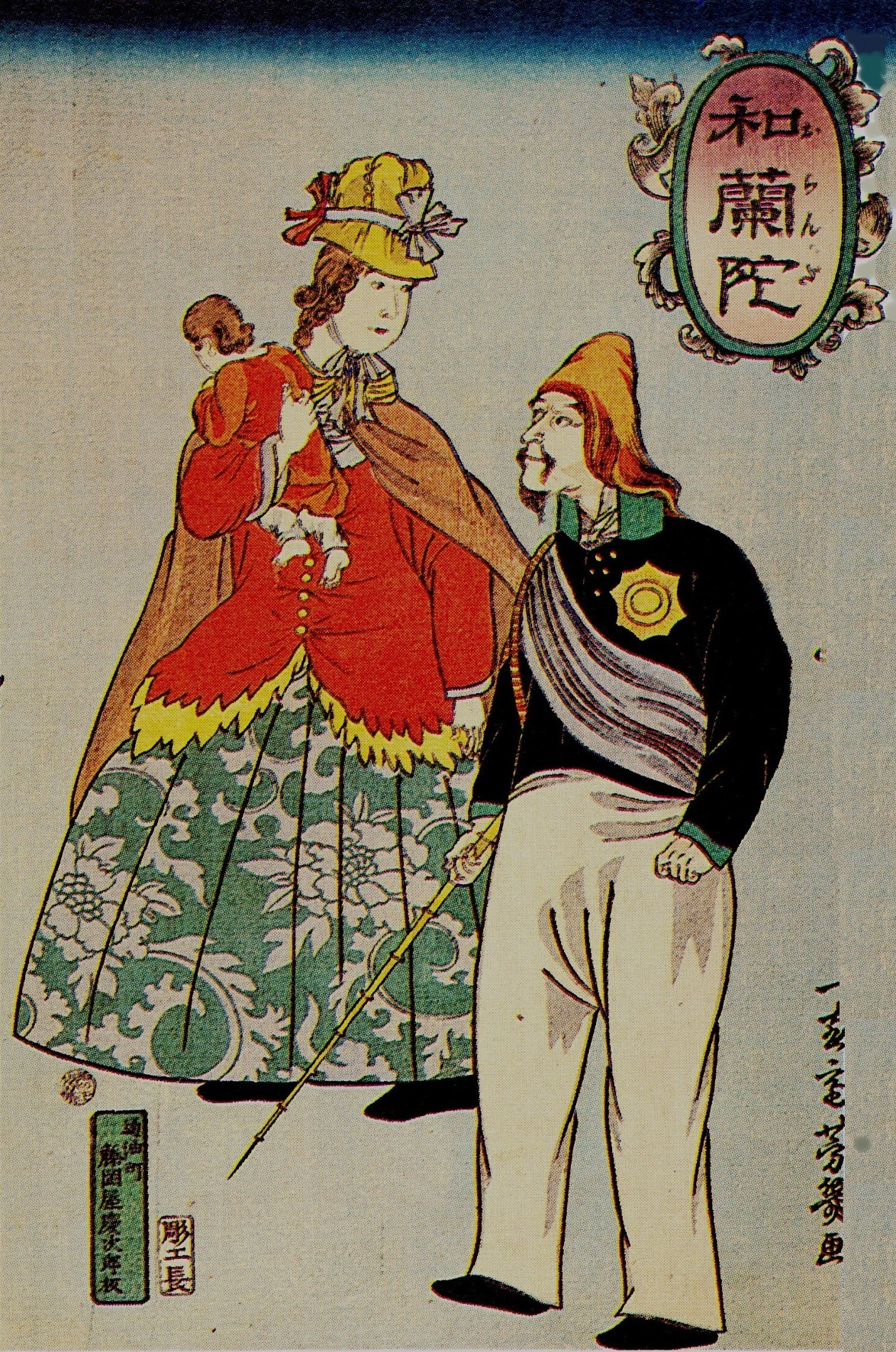
Yoshiiku: Holländer
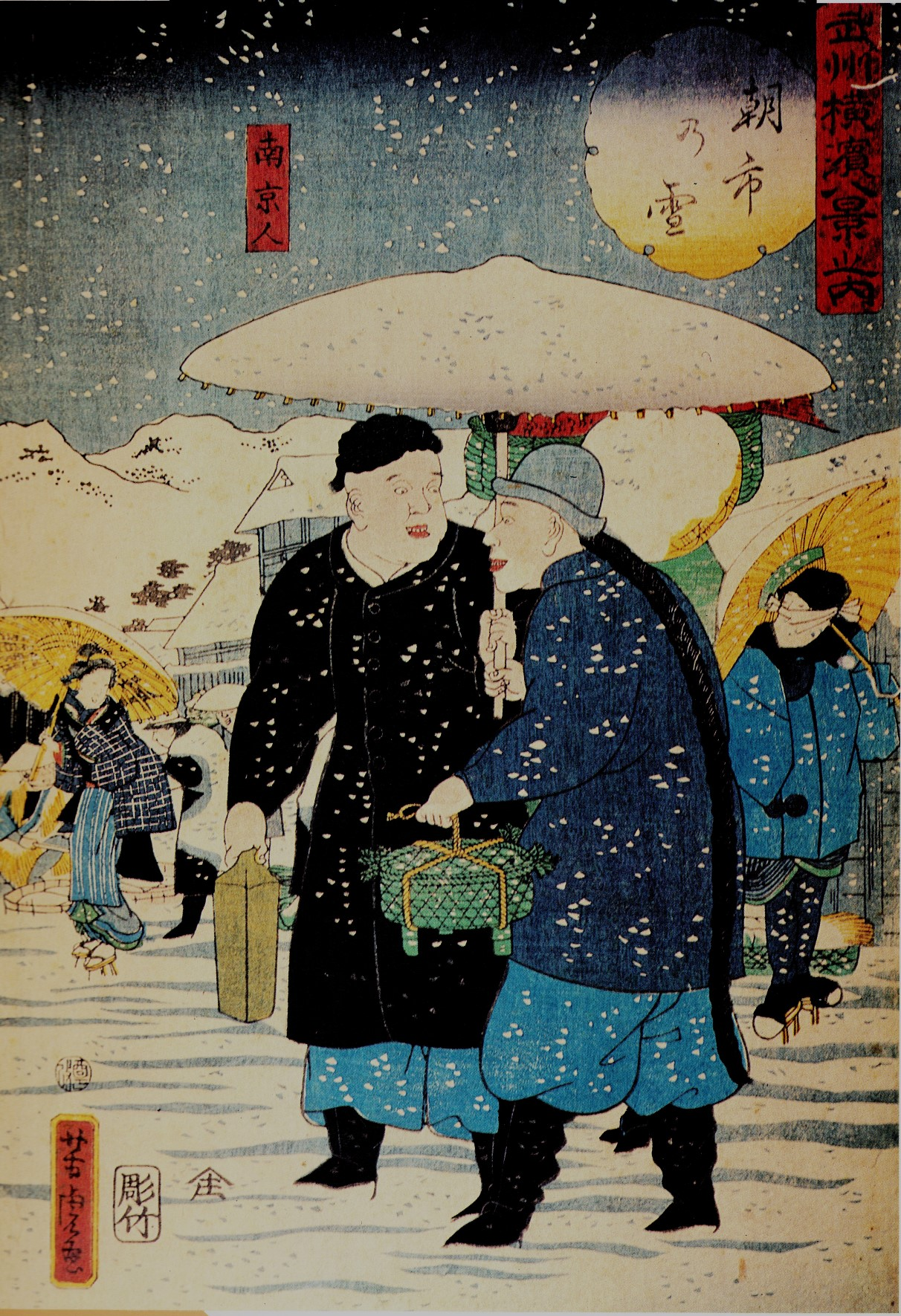
Yoshitora: Chinesen[A 3].

## Szenen in Yokohama

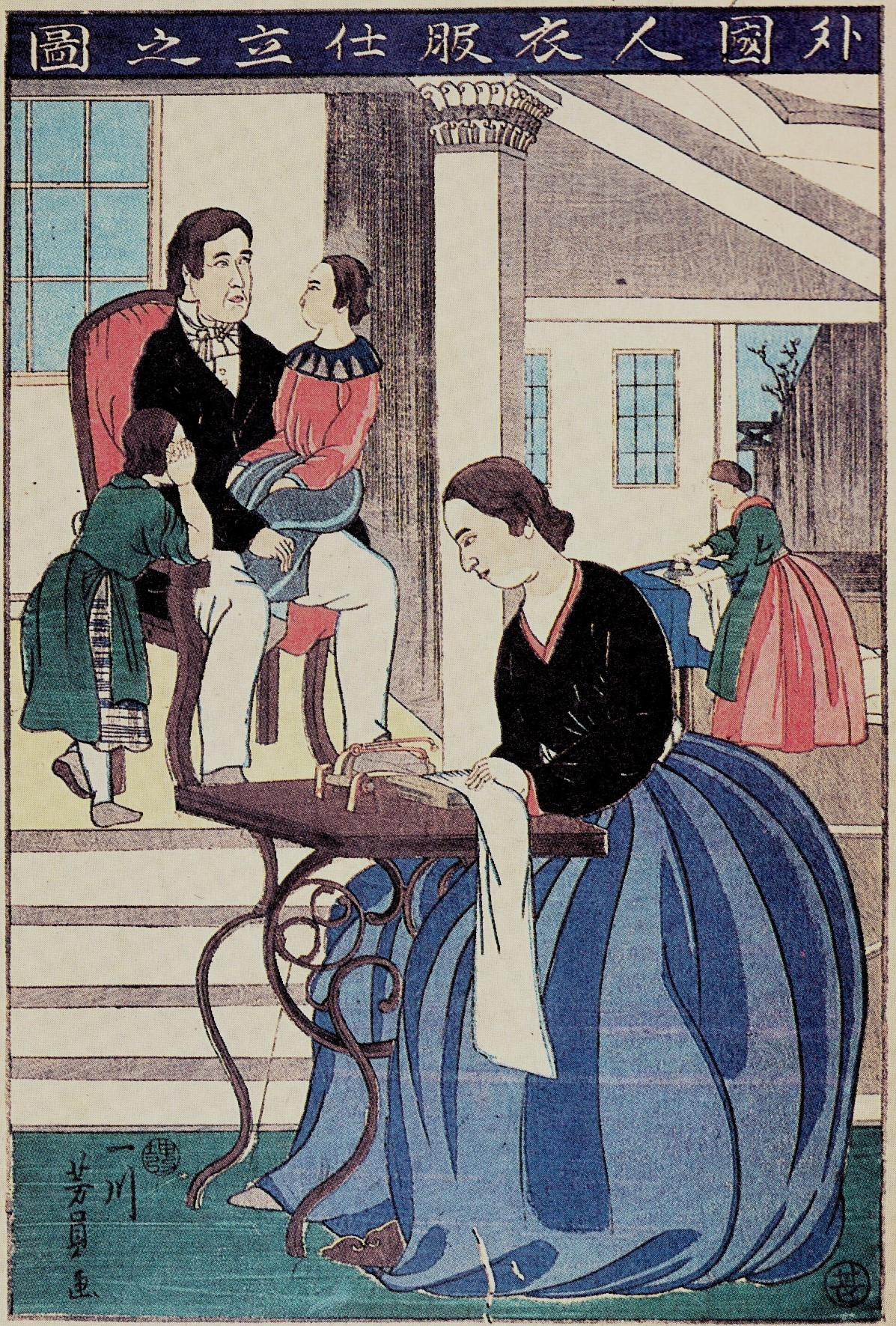
Yoshikazu: Nähen, 1864
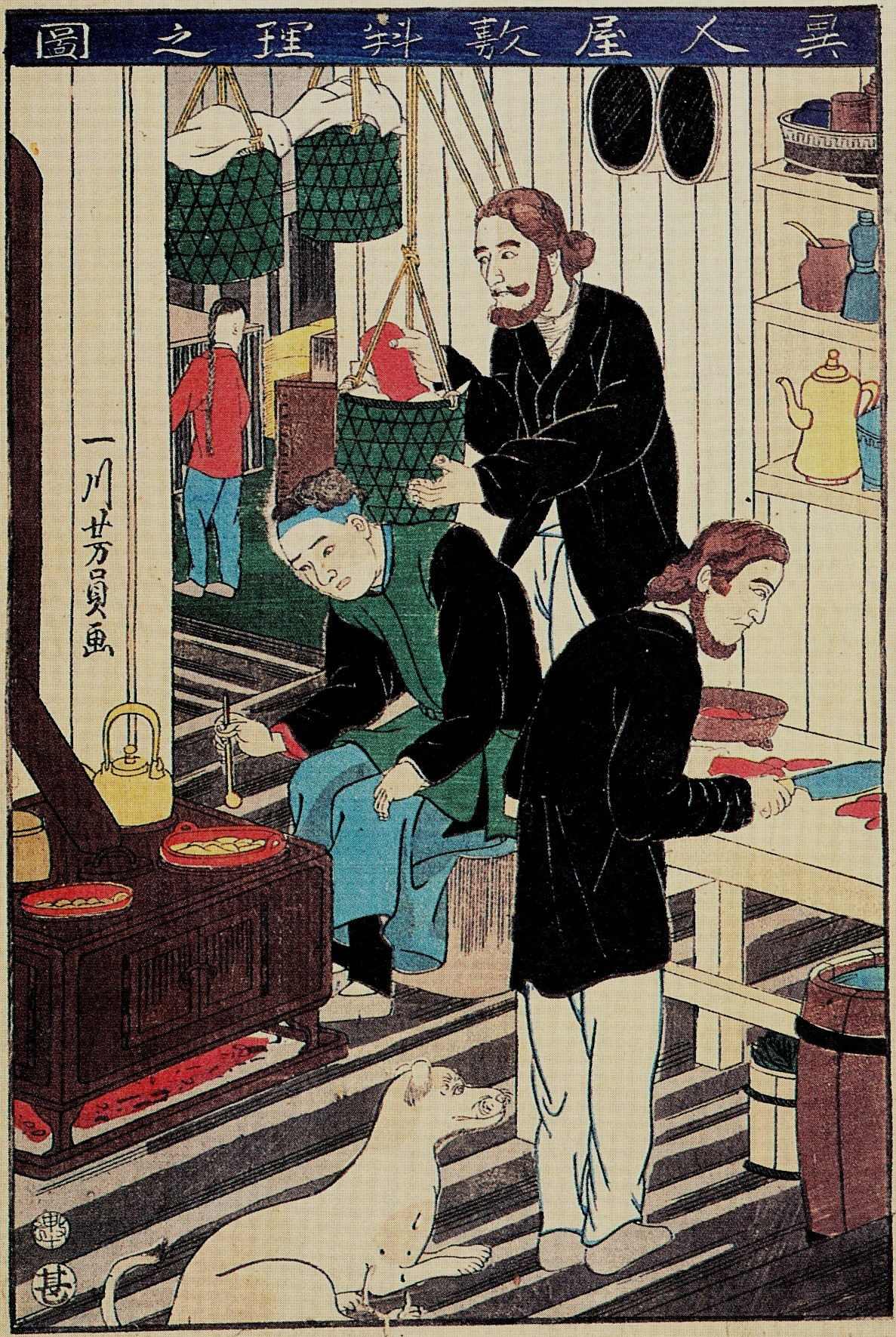
Yoshikazu: Kochen, 1864
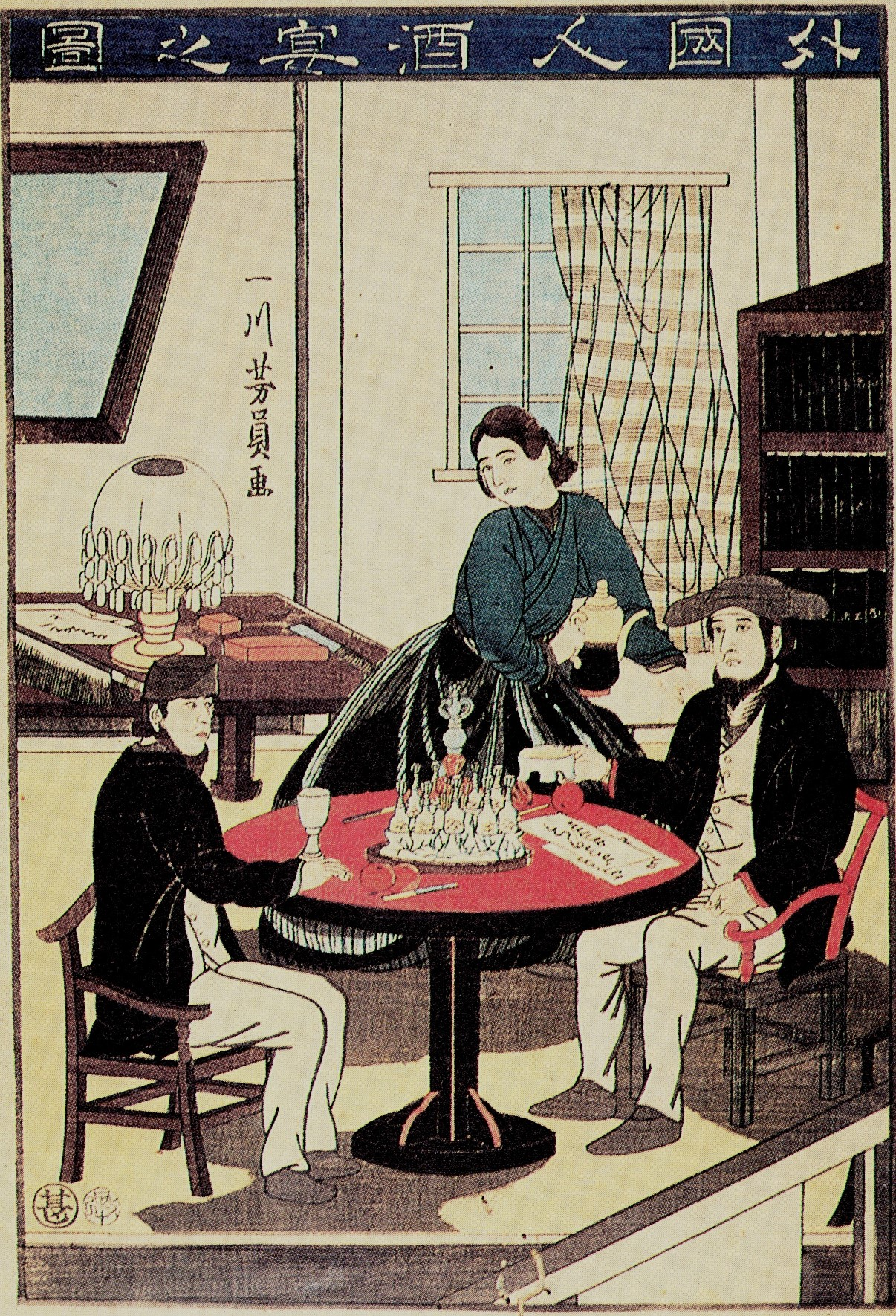
Yoshikazu: Trinken, 1864
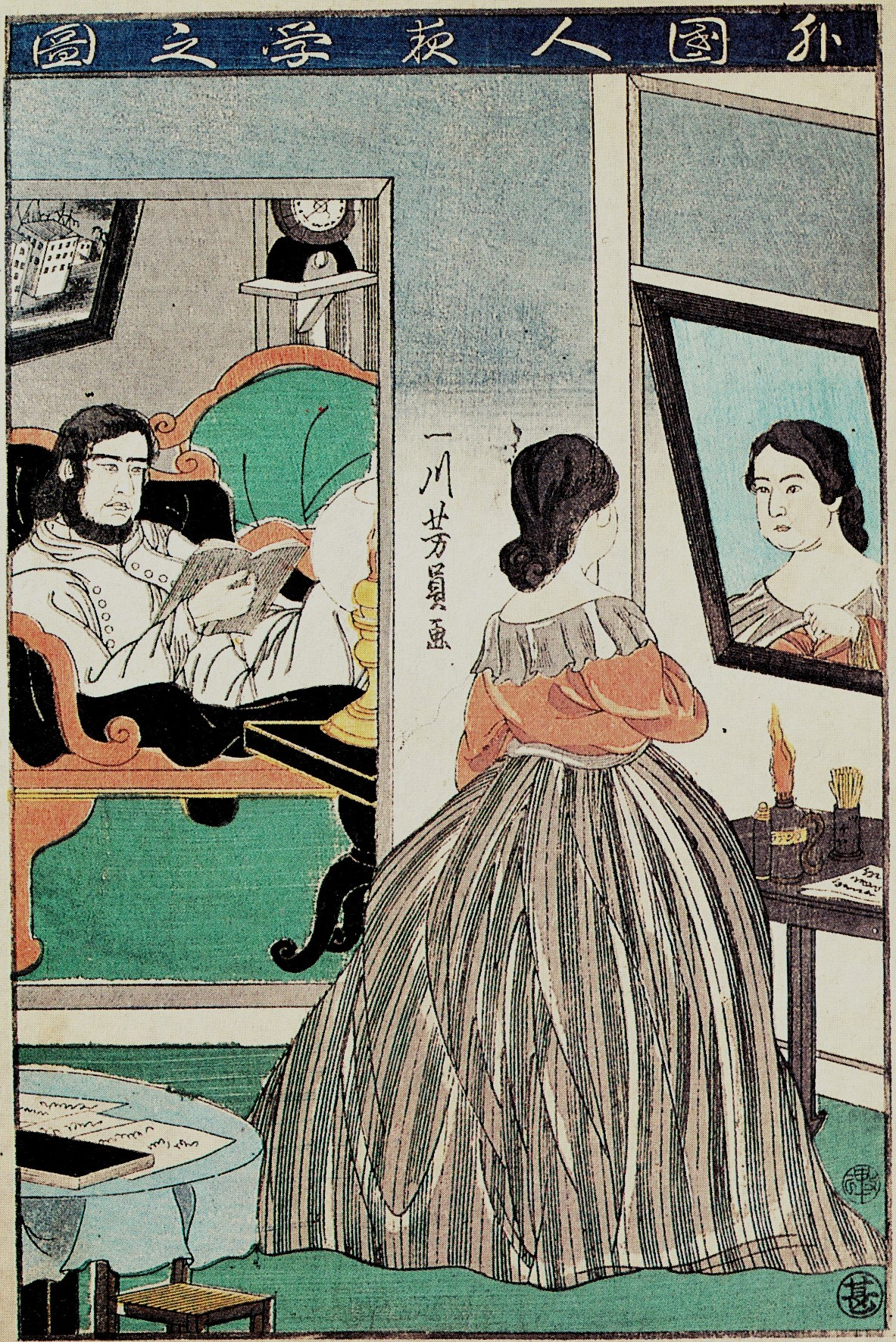
Yoshikazu: Abend, 1864
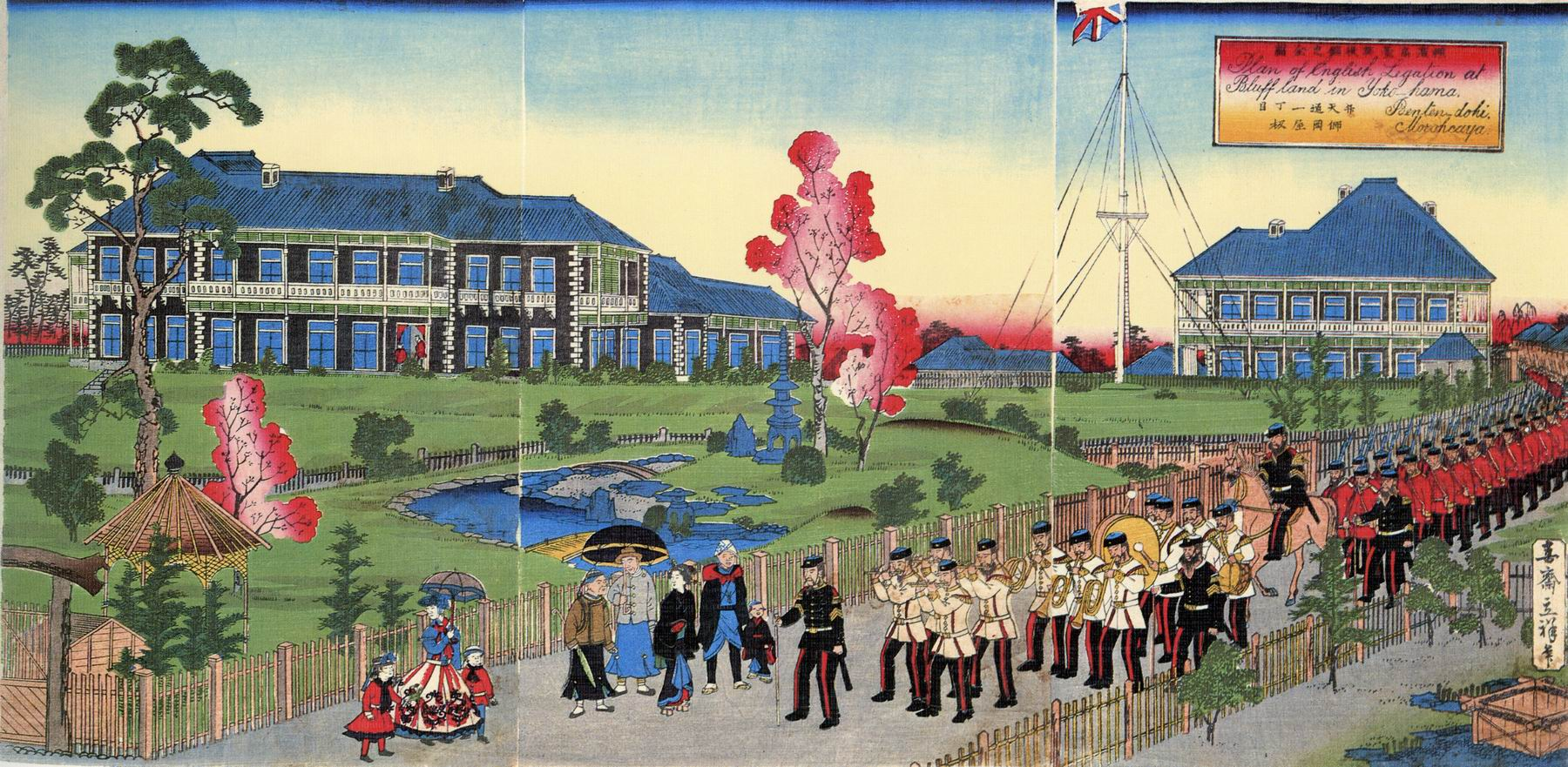
Shigekiyo: Bluff von Yokohama
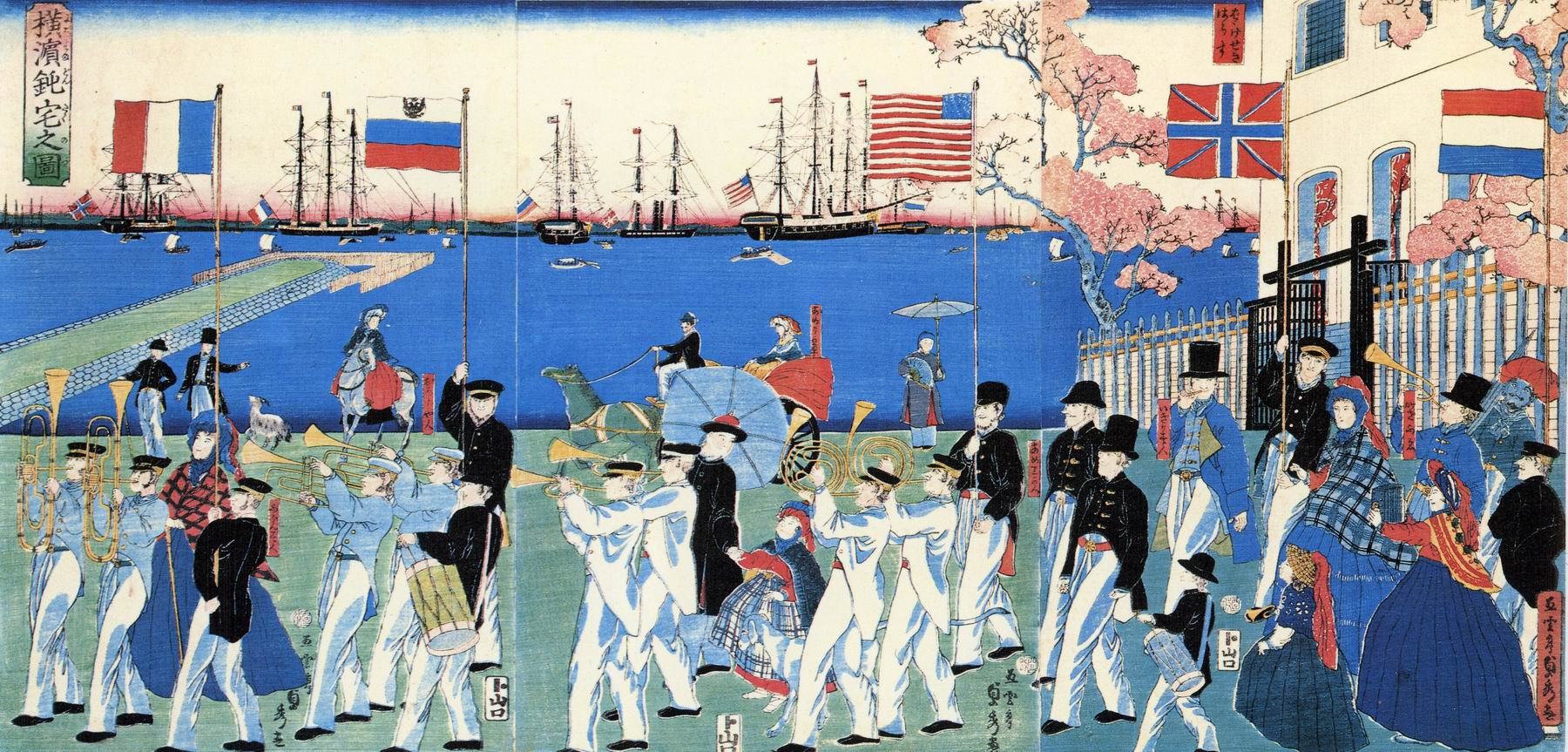
Sadahide: Parade in Yokohama, 1865